# Melanorivulus javahe
Melanorivulus javahe, es un pez actinopeterigio de agua dulce, de la familia de los rivulines.

## Distribución y hábitat
Se distribuye por ríos de América del Sur en los cauces de los ríos Verde y Crixás Açu, en la cuenca del río Araguaia en Brasil. Son peces de agua dulce tropical y de comportamiento pelágico.